# Odalengo Piccolo
Odalengo Piccolo (piemontesisch Audalengh Cit) ist eine Gemeinde in der italienischen Provinz Alessandria (AL), Region Piemont.

## Lage und Einwohner
Die Gemeinde Odalengo Piccolo liegt 43 km nordwestlich von der Provinzhauptstadt Alessandria entfernt, in den Hügeln des Monferrato. Sie umfasst eine Fläche von 7,63 km².
Die Nachbargemeinden sind Alfiano Natta, Castelletto Merli, Cerrina Monferrato, Odalengo Grande und Villadeati.

### Bevölkerungsentwicklung
In den letzten hundert Jahren, von 1921 bis 2021, ist die Wohnbevölkerung um zwei Drittel zurückgegangen. Heute hat die Gemeinde 227 (Stand 31. Dezember 2023) Einwohner, die sich auf die Fraktionen Vicinato, Pessine, Palmaro und Case Marco aufteilen.

## Geschichte
Der Ortsname ist ab etwa 1300 mit den Formen „Odalengus Minor“ und „Odalengus Parvus“ belegt. Der Name scheint durch das germanische Suffix -ing eine Adjektivableitung vom ebenfalls germanischen Personennamen „Audila“ oder „Odilo“ und dem von „Othal“ und „Odiliacus“ zu sein. Diese Hypothesen erklären jedoch nicht die dialektale Aussprache „audalénk“, die durch den Anfangsbuchstaben „al“ gekennzeichnet ist.
Die Ursprünge der Siedlung reichen bis ins Mittelalter zurück. Die lokale Geschichte ist nicht besonders reich an relevanten Ereignissen. Höchstwahrscheinlich entstand die Siedlung nach der Umsiedlung der Bewohner des nahegelegenen Zentrums von Odalengo Grande. Die Gründe für das Ereignis, das vor dem 14. Jahrhundert stattfand, sind jedoch nicht bekannt.
Nachdem es zur Herrschaft der Familie Freia geworden war, wurde es später als Lehen an verschiedene lokale Familien verkauft, darunter die Prati di Moncalvo, die Gonzaga, die Sinesmondi, die Novara und die Gozzani di Treville.
Während der Kriege des 17. Jahrhunderts erlitt es dank seiner relativen Isolation von den Hauptkommunikationsrouten, über die die französische und spanische Armee zogen, keine ernsthaften Schäden, obwohl es aufgrund seiner Nähe zur Festung Moncalvo einige Rückschläge erlitt.

## Sehenswürdigkeiten
- Das Schloss von Pessine, ein heute verfallenes Bauwerk aus dem 18. Jahrhundert, in der Vergangenheit die Residenz der Familie Dorato.
- Der Steinvorsprung der Burg Sant'Agavio.
- Die Pfarrkirche Santa Maria, die im 18. Jahrhundert erbaut und später erweitert wurde.
- Die Kirche San Pietro in Serra.
- Die Kirche San Sebastiano.

## Kulinarische Spezialitäten
Bei Odalengo Piccolo werden Reben der Sorte Barbera für den Barbera d’Asti, einen Rotwein mit DOCG Status, sowie den Barbera del Monferrato angebaut.
In Odalengo Piccolo gibt es ein genetisches Konservierungszentrum für alte Apfelsorten aus dem Monferrato, das „Melamangio in Monferrato“: Hier werden mehr als 150 Apfelsorten konserviert, darunter Marcun, Ciucarina und Canditina.